# Nahu Senay Girma
Nahu Senay Girma est une militante éthiopienne des droits de la femme. Elle est la cofondatrice et directrice exécutive de l'organisation non gouvernementale La Femme africaine dans l'entreprise, créée en avril 2010, qui a pour but de former les femmes pour des postes de leadership. Elle a aussi fondé plusieurs organismes de bienfaisance.

## Biographie
Nahu Senay Girma est née à Mekele. Son prénom est traditionnellement un prénom masculin et a été choisi par son père, décédé à l'âge de 34 ans. Il signifie « quelque chose de bon se passe aujourd'hui ». Elle a trois frères et sœurs, dont deux ont été victimes du régime Derg. Girma vit avec sa grand-mère paternelle à Addis-Abeba jusqu'à l'âge de 7 ans. Elle a travaillé à l'étranger au Canada, aux États-Unis et en Italie avant de revenir en Éthiopie.
Girma travaille comme consultante en gestion. Elle a notamment participé à des séminaires de formation sur le travail interculturel pour IBM, Scientific Atlanta, Delta Air Lines, et BellSouth. Elle a également développé des cours de team building pour le gouvernement américain et des programmes de formation de la Commission économique des nations unies pour l'Afrique et Ethiopian Airlines. Elle a deux enfants qui ont tous deux été formés à l'université de Harvard.
Girma est très active dans le domaine humanitaire. À Atlanta, elle fonde Children Services International en 2000 pour travailler avec les élèves ayant quitté le lycée de manière précoce, afin de leur fournir une formation et les aider à trouver un emploi. Elle travaille avec la branche de Cleveland de la Croix-Rouge ; un programme de formation à la diversité qu'elle a développé pour eux est mis en œuvre à travers l'ensemble de la Croix-Rouge aux États-Unis. Girma a également siégé au conseil d'administration de l'Association chrétienne des jeunes femmes (YWCA) à Marietta et fondé un refuge pour femmes à Atlanta. En Éthiopie, elle travaille au conseil d'administration de la branche locale de la YWCA et la Sara Cannizzaro Child Minders Association. Elle fonde Addis Woubet, un projet de rénovation afin de préserver les bâtiments historiques dans la capitale éthiopienne, et Women for Life, qui vise à réduire le taux de mortalité maternelle. Women for Life est actuellement en train de travailler à la rénovation de l'hôpital Gandhi. Girma a personnellement parrainé les études supérieures de dix enfants.
Nahu Seny Girma est cofondatrice (avec Roman Kifle) est directrice exécutive de African Women In Business, une organisation non-gouvernementale créée en avril 2010 pour former les femmes à des rôles de dirigeantes dans leurs communautés. L'organisation héberge un forum et des cours en ligne pour développer l'entrepreneuriat féminin.